# أحمد صياصنة
أحمد صياصنة (1945-)، هو شخصية دينية وسياسية سورية بارزة، لعب دورًا مهمًا في الثورة السورية.

## حياته

### طفولته وتعليمه
وُلِد عام 1945 في درعا البلد لعائلة فقيرة، وفقد بصره في أشهره الأولى بسبب إصابته بالرمد.
دخل الكتاب في عام 1950، وبقي فيه سنتين حفظ خلالهما ثلث القرآن على يد الشيخ عبد الكريم الصياصنة. في عام 1954، طلبت وزارة الشؤون الاجتماعية ترشيح بعض المكفوفين لإرسالهم إلى مصر للتعلم، وتم ترشيح الشيخ وكان اسمه من بين الأسماء التي وافقت عليها الوزارة آنذاك. سافر عام 1955 إلى مصر ودرس في المركز النموذجي لرعاية المكفوفين في حي الزيتون بالقاهرة، حيث عانى خلالها الكثير بسبب الغربة وظروفه الصعبة، وتعلم فيها لغة بريل للمكفوفين. لم يستطع إكمال دراسته في مصر بسبب الانفصال بين سوريا ومصر عام 1961 وقطع العلاقات بين الدولتين، فعاد إلى سوريا.
في عام 1965، حصل على الشهادة الإعدادية دراسة حرة (كان البعض يقرأ له ويحفظ عن ظهر قلب). في عام 1967، حصل على بعثة على نفقة الجامعة العربية في كيفية تعليم المكفوفين وتأهيلهم في جمهورية مصر، وقدّم خلالها في عام 1968 رسالة بعنوان "الحياة الجماعية وأثرها في تكيف الكفيف"، وبناءً عليها حصل على شهادة اختصاص في تعليم المكفوفين وعاد إلى سوريا. في عام 1969، حصل على الشهادة الثانوية الفرع الأدبي دراسة حرة. في عام 1970، تم قبوله في الجامعة الإسلامية في المدينة المنورة والتحق بها في نفس العام. أتم خلال دراسته الجامعية حفظ القرآن الكريم كاملاً عن ظهر قلب. تلقى تعليمه في الجامعة الإسلامية بالمدينة المنورة، حيث تخرج من كلية الدعوة وأصول الدين عام 1973.

### عمله
بعد تخرجه، عُيّن الشيخ أحمد الصياصنة إمامًا في مدينة إزرع عام 1975، ثم عمل مدرسًا دينيًا في مدينة بصرى الشام. في عام 1978، أصبح خطيبًا في الجامع العمري بدرعا، حيث بدأ يكتسب شهرة كبيرة كداعية ومؤثر

### نشاطه في الثورة السورية
عرف الشيخ أحمد الصياصنة بمواقفه المعارضة للنظام السوري طوال سنوات عديدة، حيث لم يتورع عن نقد الأخطاء والفساد من على منبر المسجد العمري ومن غيره من الأماكن. كما اشتهر بعدم انتمائه لأي تيار أو جماعة أو حزب سياسي، وتمتع باستقلاليته وقربه من مختلف الناس بغض النظر عن انتماءاتهم السياسية.
مع اندلاع الثورة السورية في عام 2011، كان له دور بارز في المشاركة في انتفاضة 18 آذار، حيث دعا للتظاهر ضد نظام الأسد من منبر الجامع العمري، وبرز في المطالبة بالإصلاحات السياسية وإطلاق سراح المعتقلين. كما تم تعيينه عضوًا في الوفد الذي التقى بشار الأسد لمناقشة المطالب الشعبية، إلا أن النظام مارس ضغوطًا شديدة عليه، حيث قُتل ابنه واعتُقل ولديه الآخران. في ظل هذه الضغوط، أُجبر على تأييد الأسد علنًا في التلفزيون الرسمي تحت التهديد.
مع تصاعد الأحداث وضغط النظام، قرر أحمد الصياصنة اللجوء إلى الأردن في 30 يناير 2012. وهناك شارك في تأسيس مجلس الأمناء الثوري السوري في 31 تموز/يوليو 2012، وتولى مسؤولية المكتب المالي والإغاثي في المجلس.

أصبح الشيخ أحمد الصياصنة رمزًا من رموز الثورة السورية، وكان شخصية مؤثرة في الحراك السلمي ضد نظام الأسد، مما أكسبه احترامًا وتقديرًا واسعًا بين المعارضين السوريين.